# Джеймс Вотсон Кронін
Джеймс Вотсон Кронін (англ. James Watson Cronin; 29 вересня 1931, Чикаго, США — 25 серпня 2016) — американський фізик, лауреат Нобелівської премії з фізики за 1980 рік, спільно з Валом Логсденом Фітчем, «за відкриття порушень фундаментальних принципів симетрії у розпаді нейтральних K-мезонів».

## Біографія
Кронін закінчив у 1951 Південний методистський університет і продовжив освіту в Чиказькому університеті, де в 1955 отримав ступінь доктора філософії. Після цього він працював у Брукхевенській національній лабораторії. З 1958 по 1971 працював у Принстонському університеті, після чого став професором в університеті Чикаго.
Кронін працював над розпадом гіперонів і виробництвом мюонів. Він визначив повний ефективний перетин розсіювання півоній на протонах і вдосконалив іскрову камеру, яку він першим з фізиків став застосовувати для реєстрації частинок за фотографіями іскор.
Працював у галузі фізики елементарних частинок над ефектом Кроніна.
У 1980 отримав, спільно з Валом Фітчем, Нобелівську премію з фізики.